# Scipione Borghese
För andra betydelser, se Scipione Borghese (olika betydelser).
Scipione Borghese, född 1 september 1577 i Rom, död 2 oktober 1633 i Rom, var en italiensk kardinal och framstående konstsamlare. Han var son till Marcantonio Caffarelli och Ortensia Borghese, syster till Camillo Borghese, den blivande påven Paulus V.

## Biografi
Ursprungligen bar Scipione Borghese efternamnet Caffarelli. Fadern hamnade i ekonomiska svårigheter, och den unge Scipiones utbildning kom då att bekostas av morbrodern Camillo Borghese. Han studerade filosofi vid Collegio Romano i Rom och juridik vid universitetet i Perugia. När hans morbror valdes till påve 1605, utnämnde denne Borghese till kardinalpräst med San Crisogono som titelkyrka. Han gavs även rätten att använda efternamnet Borghese och ättens heraldiska vapen. Då Borghese inte var vigd, fick han ta emot de lägre vigningarna samt subdiakon- och diakonvigning i snabb följd sommaren 1605. Han prästvigdes den 7 augusti och mottog formellt den röda biretten den 17 augusti. I december 1610 vigdes han till ärkebiskop av Bologna av Paulus V. Borghese tjänade som camerlengo under två perioder 1621–1623.
Kardinal Borghese lät i norra Rom anlägga Villa Borghese, som dittills var den största villan som uppförts sedan antiken. Han samlade målningar av bland andra Rafael, Tizian och Caravaggio och kom med tiden att besitta en ansenlig samling renässans- och barockkonst. Borghese var den unge Berninis förste beskyddare och mecenat och beställde av denne flera skulpturgrupper samt två byster.
Kardinal Scipione Borghese har fått sitt sista vilorum i Cappella Borghese i basilikan Santa Maria Maggiore på Esquilinen i Rom.